# Brójce
Brójce è un comune rurale polacco del distretto di Łódź Est, nel voivodato di Łódź.
Ricopre una superficie di 69,55 km² e nel 2004 contava 5 301 abitanti.